# Silvio Tacconis
Silvio Carlo Augusto Tacconis (Torino, 9 dicembre 1891 – Torino, 4 giugno 1951) è stato un arbitro di calcio e farmacista italiano.
Il padre, il commendator Camillo, che volle messa in palio la "Coppa Tacconis", era anche lui uno sportivo attivo in ambito sollevamento pesi.

## Biografia
In gioventù fu un promettente sollevatore di pesi dello Sport Club Audace di Torino.

### Arbitro
Inizia ad arbitrare le partite di Prima Categoria nel 1913.
Esordisce in prima categoria il 14 dicembre 1913 arbitrando a Genova la partita Liguria-Casale (0-6).
Tornato dalla grande guerra riprese ad arbitrare nella stagione 1919-1920 le gare del Comitato Regionale Piemontese, ma non continuò l'arbitraggio la stagione successiva, probabilmente per motivi di lavoro.